# Marcial Busquets
Marcial o Marçal Busquets y Torroja (Reus, 1832 - Barcelona, 1878), traductor, periodista, poeta y autor dramático en español y catalán, hermano del periodista Modesto Busquets y Torroja.

## Biografía
Dio lecciones de francés y de inglés y se dedicó a la traducción. Fue nombrado traductor jefe y corrector de estilo de la Editorial La Maravilla. Tradujo mucho, principalmente del francés y bastante menos del inglés y el italiano, a veces cubierto por sus iniciales M. B.; entre otras muchas obras, cabe destacar sus versiones de  El Cid, Horacio y Cinna de Pierre Corneille, de las Historias de la literatura griega y latina de Pierre Alexis Pierron, de la Historia de Portugal y de sus colonias de Auguste Bouchot (1838), De la creación del orden en la humanidad ó principios de organización política de Proudhon (1843), de La Jerusalem libertada de Torcuato Tasso (1873) y del Marino Faliero de Byron, entre otras sin duda más populares, como sus versiones de Julio Verne, de Alejandro Dumas y del clásico de la Ilustración polaca Ignacy Krasicki. 
Como autor de literatura original escribió comedias en castellano y catalán que satirizan la burguesía catalana con gracia y que fueron popularer, así como poemas, alguno de ellos narrativo y de tema contemporáneo, como El abrazo de Vergara (1858), sobre el carlismo. Fue redactor de varios periódicos barceloneses, en especial de El Eco de la Actualidad, El Centro Parlamentario y El Telégrafo.

## Obras

### Teatro
- Reus, Paris y Londres: comedia en dos actes y en vers, 1866
- La humana sabiduría: comedia en tres actos y en verso, 1857
- Tretas de amor: zarzuela en un acto. Música de Joan Sariols, 1862
- Un pa com unas hòsties: joguina bilingüe, en un acte y en vers, 1914. Estrenada en el Teatro Odeón de Barcelona el 18 de octubre de 1866.
- Tona, la gitanilla. Zarzuela. Reus, 1850.
- El arriero. Zarzuela en 1 acto. Música de Joan Sariols i Porta. 1863.
- Un poll ressuscitat. 1865.
- Qui al cel escup..." 1866.
- A la quarta pregunta. Juguet bilingüe en 1 acte i en vers. Estrenat al Teatre Romea de Barcelona. 1867.

### Poesía narrativa
- El abrazo de Vergara, 1858.

### Traducciones
Novela
- Artagnan el mosquetero: su vida aventurera, sus duelos, sus relaciones con Athos, Porthos y Aramis, su muerte. Original de Eugène d'Auriac. 1858.
- Historia de Raselas príncipe de Abisinia. Original de Samuel Johnson. Madrid, 1860
- La Cruz de madera. Original de Cristóbal Schmid. 1861.
- La Dama de las camelias. Original d'Alexandre Dumas. 1861.
- Black. Original d'Alexandre Dumas. Traduïda a l'espanyol per Marçal Busquets. 1861
- La Sociedad de la Trufa. Original de Paul de Kock
- El fraile. 1869.
- La Jesuralem libertada. Original de Torquato Tasso. 1873.
- Gustavo el calavera. Original de Paul de Kock, 1873

Teatro
- Una noche de errores. Original de Oliver Goldsmith

#### Ensayo
- De la creación del orden en la humanidad ó principios de organización política. Original de P.J. Proudhon